# 옹에르만란드 공작 니콜라스 왕자
니콜라스 파울 구스타프(스웨덴어: Nicolas Paul Gustaf, 2015년 6월 15일 ~ )는 스웨덴 베르나도트 왕가의 왕자이자 옹에르만란드 공작이다.
칼 16세 구스타프의 차녀 헬싱글란드와 예스트리클란드 여공작 마들렌 공주와 미국의 금융사업가 크리스토퍼 오닐 사이에서 태어난 장남이다. 스웨덴 왕위 계승 순위는 11위이다. 